# Insuficiencia venosa cerebroespinal crónica
Insuficiencia venosa cerebro-espinal crónica (CCSVI, de sus siglas en inglés) es una enfermedad del sistema circulatorio en la que las venas no son capaces de drenar adecuadamente el sistema nervioso central.
Es normalmente producido por estenosis de las venas yugulares o ácigos.

## Diagnosis
La CCSVI es un problema crónico (persistente) en el que la sangre de las venas del cerebro y la médula espinal tiene problemas en su camino de vuelta hacia el corazón. Está causada por una estenosis (estrechamiento) de las venas que drenan la médula y el cerebro. La sangre tarda más en retornar al corazón, y puede refluir de vuelta hacia el cerebro, o puede causar edemas y filtraciones de glóbulos rojos en los delicados tejidos del sistema nervioso central. La sangre que permanece demasiado tiempo en el cerebro provoca una “perfusión enlentecida”...un retraso en la salida de la cabeza de la sangre pobre en oxígeno. Esto puede causar una falta de oxígeno (hipoxia) en los tejidos del cerebro. El plasma y el hierro procedentes de la sangre depositados en los tejidos cerebrales son también muy dañinos.
La CCSVI se ha descubierto usando Ecografía Doppler. El método habitual Doppler debe ser adaptado para detectar los reflujos esperados en CCSVI

## Efectos
Las únicas consecuencias documentadas sin lugar a dudas son hipoxia en los tejidos, perfusión retardada y depósitos de hierro en los vasos sanguíneos, con efectos finales desconocidos para la salud de los pacientes.
En 2009 se propuso una posible relación con el desarrollo de la esclerosis múltiple. No obstante, actualmente las evidencias demuestran que se trata de una hipótesis equivocada.

## Tratamiento

Válvulas venosas previenen el flujo sanguíneo inverso.

Cuando es debido a estenosis, se usan prótesis para las venas (stents). Si la estenosis es parcial, ésta se corrige por medio de angioplastia.

## Historia
Esta enfermedad ha sido recientemente descrita (diciembre de 2008) y el primer simposio internacional tuvo lugar en Bolonia, Italia, el 8 de septiembre de 2009.